# Mensingeweersterloopdiep

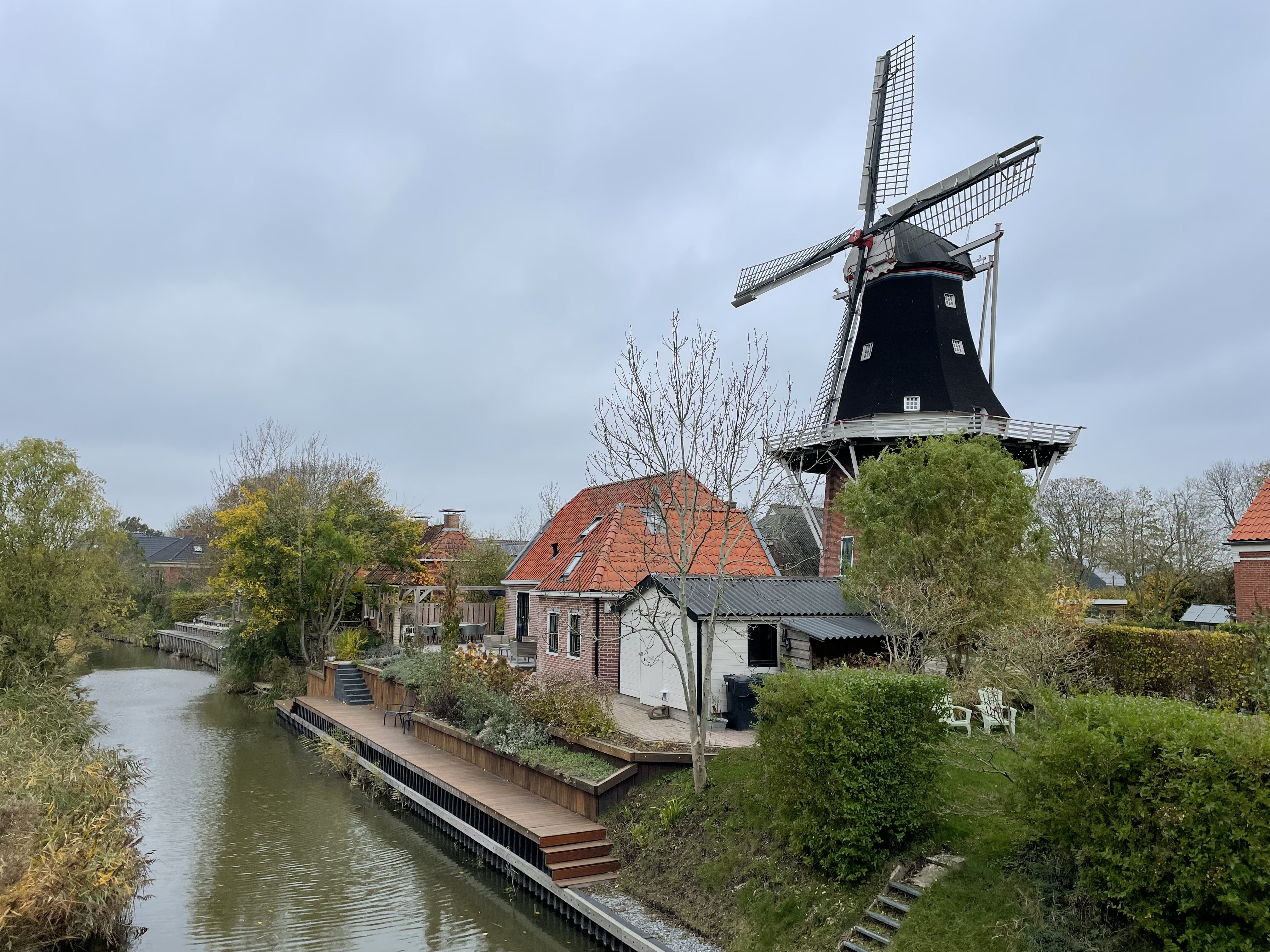
Het Mensingeweersterloopdiep in Mensingeweer.

Het Mensingeweersterloopdiep is een kanaal in de provincie Groningen gelegen tussen de Kromme Raken en Hoornse Vaart bij de Abelstokstertil in het westen en het Winsumerdiep in het oosten. Het stroomt langs het dorp Mensingeweer en het gehucht Maarhuizen.

## Geschiedenis
Het diep is omstreeks 1660 gegraven om een scheepvaartverbinding te maken tussen het gebied De Marne en de stad Groningen. De verbinding was daarvoor mogelijk, maar moest via het Reitdiep. Omdat dat een brede stroom met eb en vloedbewegingen was, werd dat minder wenselijk geacht.
Allereerst is de bestaande Zuidertocht verbreed en van daar werkte men aan het kanaal richting Maarhuizen en zo verder naar Mensingeweer. Bekend is dat in 1661 een brug is aangelegd bij Maarhuizen en in 1664 een kistdam in Mensingeweer. Deze dam, gelegen op de plek waar nu de Westerbrug ligt, verhinderde de watergemeenschap tussen het Winsumer- en Schaphalsterzijlvest en het Schouwerzijlvest. Passagiers van de trekschuit moesten hier overstappen. Men schijnt te hebben overwogen de dam te vervangen door een schutsluis, maar zover is het nooit gekomen. Pas in 1860, na de oprichting van het waterschap Hunsingo, waardoor de beide zijlvesten werden verenigd, is de dam verwijderd.
Met het omleggen van de N361 om Mensingeweer in 2016 is de vroegere rechte loop van Mensingeweer naar de Abelstokstertil iets gewijzigd: het diep maakt sindsdien ten westen van het dorp een bocht om onder een nieuwe brug te worden doorgeleid en sluit voorbij de brug aan op het Kanaal Baflo-Mensingeweer en maakt een haakse hoek naar het zuidwesten.
Over het kanaal liggen de volgende bruggen:
1. de Obergumerlooptil (bij het Winsumerdiep)
2. de Maarhuistertil
3. een voetbrug
4. een voetbrug
5. de Leitil
6. het Mensingeweersterbalkje, een hoogholtje
7. de Westerbrug (in de weg naar Eenrum)